# Ghosts (film 1912 Plumb)
Ghosts è un cortometraggio muto del 1912 diretto da Hay Plumb.

## Trama
Degli uomini si travestono da fantasmi per spaventarsi l'un l'altro.

## Produzione
Il film fu prodotto dalla Hepworth.

## Distribuzione
Distribuito dalla Hepworth, il film - un cortometraggio di 122 metri - uscì nelle sale cinematografiche britanniche nell'ottobre 1912.
Si conoscono pochi dati del film che, prodotto dalla Hepworth, fu distrutto nel 1924 dallo stesso produttore, Cecil M. Hepworth. Fallito, in gravissime difficoltà finanziarie, il produttore pensò in questo modo di poter almeno recuperare il nitrato d'argento della pellicola.